# Trudovo
Trudovo (Servisch cyrillisch Трудово) is een plaats in de Servische gemeente Nova Varoš. De plaats telt 92 inwoners (2002).